# Renārs Rode
Renārs Rode (* 6. April 1989 in Riga) ist ein lettischer Fußballspieler. Der Abwehrspieler spielt derzeit beim SK Sigma Olmütz in der tschechischen Gambrinus Liga.

## Karriere
Renārs Rode begann seine Karriere in seiner Heimatstadt Riga in der Jugendabteilung von Skonto Riga dem JFC Skonto, der ab dem Jahr 2005 den Namen Olimps Riga übernahm. Bei Olimps spielte dieser in der Spielzeit 2008 seine erste Saison als Profi, wobei der Linksfuß auf insgesamt 18 Spieleinsätze in der Virslīga kam, und er Ein Tor erzielen konnte. Mit dem Verein aus Riga spielte er in der Saison 2008/09 die 1. Qualifikationsrunde des UEFA-Pokals gegen St Patrick’s Athletic, allerdings in Hin- und Rückspiel mit 0:3 unterlag.
Zu Beginn der Saison 2010 wechselte Rode zu seinem Stammverein Skonto Riga. Bei Skonto konnte der großgewachsene Verteidiger unter Trainer Aleksandrs Starkovs auf Anhieb die lettische Meisterschaft gewinnen. In der 2. Qualifikationsrunde der Europa League 2010/11 scheiterte er mit Riga am FC Portadown. Unter Neu-trainer Marians Pahars versucht Rode in der Saison 2011 den Vorjahrestitel zu verteidigen.
Für die Lettische Fußballnationalmannschaft wurde Rode im Jahr 2010 für ein Testspiel gegen Südkorea eingeladen, kam dort jedoch zu keinem Einsatz. Sein Debüt gab er im Jahr 2013 gegen Litauen.

## Erfolge
Skonto Riga
- Virslīga: 2010
- Baltic League: 2010/11